# Blang Panu
Blang Panu is een bestuurslaag in het regentschap Bener Meriah van de provincie Atjeh, Indonesië. Blang Panu telt 191 inwoners (volkstelling 2010).